# Alexis Thorpe
Alexis Ann Thorpe (nascida em 19 de abril de 1980) é uma atriz americana. A mais velha de quatro filhos que cresceram em Yorba Linda, seu primeiro papel profissional foi no Teatro Canyon Lake Theatre como Wendy em Peter Pan. Ela é conhecida por seu papel como Cassie Brady na telenovela Days of Our Lives, novela para a qual assinou contrato de julho de 2002 a novembro de 2003. Antes de trabalhar na novela Days of Our Lives em 2002, ela estrelou por dois anos no drama da CBS The Young and the Restless a personagem Rianna Mineiro. Em 2003, ela fez uma aparição no seriado da NBC Friends.

## Carreira
Também em 2003, ela fez uma aparição como Jennifer em casamento American Wedding. Em 2004 ela apareceu no terceiro episódio da House MD interpretando a namorada de um paciente. Em 2007 ela apareceu em um filme independente chamado The Man from Earth interpretando Linda Murphy e como Kyla Bradley em Nightmare City 2035.
Alexis foi descoberto pela primeira vez em uma oficina de produção de "Assassins", levando a sua carreira no cinema e começando com The Adventures of Rocky and Bullwinkle seguido por papéis em The Forsaken e Pretty Cool. Ela já se apresentou na Pacific Light Opera e teatros da comunidade local no Orange County.

## Vida pessoal
Ela se casou com o ator Corey Pearson em 2009. Alexis deu à luz o primeiro filho do casal em 7 de junho de 2011.